# Prostoia similis
Prostoia similis är en bäcksländeart som först beskrevs av Hagen 1861.  Prostoia similis ingår i släktet Prostoia och familjen kryssbäcksländor. Inga underarter finns listade i Catalogue of Life.